# Graham Greene (skådespelare)
Graham Greene, född 22 juni 1952 i Six Nations-reservatet utanför Brantford, Ontario, är en First Nations-kanadensisk skådespelare.
Greene har spelat indian i en mängd långfilmer. Han blev nominerad till en Oscar för bästa manliga biroll för rollprestationen i Dansar med vargar (1990).

## Filmografi i urval
- 1990 – Dansar med vargar
- 1992 – Åskhjärta
- 1994 – Maverick
- 1995 – Die Hard – Hämningslöst
- 1999 – Den gröna milen
- 2005 – Transamerica
- 2009 – The Twilight Saga: New Moon
- 2010 – Casino Jack
- 2013–2015 – Defiance (TV-serie) (28 avsnitt)
- 2014 – Winter's Tale
- 2017 – Wind River
- 2021 – Antlers